# Pray (альбом Ребекки Сент-Джеймс)
Pray — пятый студийный альбом американской певицы современной христианской музыки Ребекки Сент-Джеймс, выпущенный 20 октября 1998 года на лейбле ForeFront Records. Альбом получил положительные отзывы критиков, занял 168-е место в основном американском хит-параде Billboard 200 и 5-е место в чарте христианских альбомов в Billboard Top Contemporary Christian. Из альбома вышли синглы «Pray», «Omega», «I’ll Carry You» и «Peace» и другие.
Альбом получил золотой сертификат от Американской ассоциации звукозаписывающих компаний (RIAA), а также премию Грэмми в номинации «Rock Gospel Album of the Year» — единственную на данный момент премию «Грэмми» для Сент-Джеймс. Продюсером альбома выступил Тедд Ти.

## Отзывы
| Оценки критиков     | Оценки критиков |
| Источник            | Оценка          |
| ------------------- | --------------- |
| Allmusic            | [ 2 ]           |
| Jesus Freak Hideout | [ 3 ]           |

Альбом получил смешанные отзывы от музыкальных критиков. Jesus Freak Hideout поставил альбому 3,5 звезды из 5. Эшли Киттл из Allmusic отметила, что «Pray, выпущенный лейблом Forefront Records в 1998 году, стал продолжением альбома Ребекки Сент-Джеймс God, о котором много говорили. Релиз отражает стиль альтернативного рока, который Сент-Джеймс приняла на своём втором альбоме, отступив от звучания CCM, характерного для её дебютного проекта. Песни включают заглавную композицию, „Come Quickly Lord“ и „Omega“. Pray также исполняет кавер-версии песен Рича Маллинза „Hold Me Jesus“ и Кита Грина „Lord You’re Beautiful“».

## Коммерческий успех
Pray дебютировал на 168-м месте в американском хит-параде Billboard 200. Он также появился в чартах Top Contemporary Christian и Heatseekers на пятых местах.
В сентябре 2006 года альбом получил золотой сертификат от Американской ассоциации звукозаписывающих компаний (RIAA). Альбом получил премию Грэмми в номинации «Rock Gospel Album of the Year» — единственную на данный момент премию «Грэмми» для Сент-Джеймс. Продюсером альбома выступил Тедд Ти.

## Список композиций
| №   | Название                                        | Автор(ы)                                                     | Длительность |
| --- | ----------------------------------------------- | ------------------------------------------------------------ | ------------ |
| 1.  | «Pray»                                          | Rebecca St. James, Quinlan, Tedd T.                          | 4:28         |
| 2.  | «OK»                                            | St. James, Becca Boucher, Butterfly Boucher, Joshua Thompson | 4:37         |
| 3.  | «Give Myself Away»                              | St. James, Paul A. Claegnes, Peter Morgan                    | 3:48         |
| 4.  | «Hold Me Jesus» (Rich Mullins cover)            | Rich Mullins                                                 | 5:04         |
| 5.  | «I'll Carry You»                                | St. James, T.                                                | 4:41         |
| 6.  | «Come Quickly Lord»                             | St. James, Daniel Smallbone                                  | 4:29         |
| 7.  | «Peace»                                         | St. James, T.                                                | 5:50         |
| 8.  | «Mirror»                                        | St. James, T.                                                | 4:35         |
| 9.  | «Lord You're Beautiful» (Keith Green cover)     | Keith Green                                                  | 6:07         |
| 10. | «Love To Love You»                              | St. James, Quinlan, T.                                       | 5:01         |
| 11. | «Omega» (with hidden track "Be Thou My Vision") | St. James, T.                                                | 11:19        |

## Чарты
| Год  | Чарт                       | Высшая позиция |
| ---- | -------------------------- | -------------- |
| 1998 | Top Heatseekers            | 5              |
| 1998 | The Billboard 200          | 168            |
| 1998 | Top Contemporary Christian | 5              |